# Cloak and Dagger
Para los personajes de Marvel Comics ver Cloak and Dagger (historieta).
Cloak and Dagger (conocida para su distribución en español como Clandestino y caballero o A capa y espada) es una película estadounidense de cine negro, dirigida por Fritz Lang y estrenada en 1946.

## Argumento
La acción transcurre durante la Segunda Guerra Mundial. Un investigador italiano que descubrió la fórmula de la bomba atómica está en manos de los alemanes y un espía estadounidense hace todo para rescatarlo.

## Reparto
- Gary Cooper como el Profesor Alvah Jesper.
- Robert Alda como Pinkie.
- Lilli Palmer como Gina.
- Vladimir Sokoloff como Polda.
- J. Edward Bromberg como Trenk.
- Marjorie Hoshelle como Ann Dawson.
- Ludwig Stössel como el alemán.
- Helen Thimig como Katerin Lodor.
- Dan Seymour como Marsoli.
- Marc Lawrence como Luigi.
- James Flavin como el Coronel Walsh.
- Pat O'Moore como el inglés.
- Charles Marsh como Erich.